# Marius Stankevičius
Marius Stankevičius (Kaunas, 15 de julho de 1981) é um ex-futebolista lituano que atuava como zagueiro. Stankevicius foi durante sua carreira um dos nomes mais conhecidos do futebol lituano, atuando por clubes como Sampdoria, Lazio e Hannover.

## Títulos
Lazio
- Coppa Italia: 2012-13